# Othelais affinis
Othelais affinis är en skalbaggsart som beskrevs av Stefan von Breuning 1939. Othelais affinis ingår i släktet Othelais och familjen långhorningar. Inga underarter finns listade i Catalogue of Life.